# Kirkland (Nowy Jork)
Kirkland – miasto w Stanach Zjednoczonych, w stanie Nowy Jork, w hrabstwie Oneida.